# Luther H. Evans

Luther Harris Evans, 1958. Archivo Nacional del Brasil.

Luther Harris Evans (23 de octubre de 1902-23 de diciembre de 1981) bibliotecario del Congreso de los Estados Unidos y director general de la Organización de las Naciones Unidas para la Educación, la Ciencia y la Cultura (Unesco).
Nacido en Sayersville, Texas, estudió en la Universidad de Texas y recibió un doctorado por la Universidad de Stanford en ciencias políticas. En 1935 empezó a trabajar para el gobierno de los Estados Unidos, primero como bibliotecario del Historical Records Survey y en 1939 pasó a la Biblioteca del Congreso de los Estados Unidos, donde llegó a ser bibliotecario en 1945.
En 1953 dimitió del cargo de bibliotecario para convertirse en director general de la Unesco. Anteriormente había sido consejero de la delegación de los Estados Unidos en la Unesco. Uno de los mayores logros de su mandato fue la elaboración de la Convención Universal sobre Copyright. Evans dejó la Unesco en 1958. Murió en San Antonio, Texas en 1981.
| Predecesor: John Wilkinson Taylor | Director general de la UNESCO 1953 - 1958 | Sucesor: Vittorino Veronese |

- Datos: Q936897
- Multimedia: Luther H. Evans / Q936897